# Leena Vestala
Leena Marjatta Vestala, coniugata Martin (Lahti, 26 settembre 1962), è un'ex cestista finlandese.

## Carriera
Con la Finlandia ha disputato tre edizioni dei Campionati europei (1980, 1981, 1987).